# Франциск I
Франци́ск I (фр. François Ier; 12 сентября 1494 — 31 марта 1547) — король Франции с 1 января 1515 года, сын графа Карла Ангулемского, двоюродного брата короля Людовика XII, и Луизы Савойской. Основатель ангулемской ветви династии Валуа. Его царствование ознаменовано продолжительными войнами с Карлом V Габсбургом и расцветом французского Возрождения.
Франциск I получил французский престол (1515) после смерти своего двоюродного дяди, у которого были только дочери, на одной из которых Франциск и женился. Вслед за победой при Мариньяно над швейцарцами (сент. 1515) овладел Миланом и Генуей. В 1519 году тщетно добивался императорской короны, в 1521 году начал войну с получившим титул императора Карлом V, был разбит при Павии и попал в плен. В 1526 году, по мадридскому договору, отказался от притязаний на Италию и уступил Бургундию, возобновлял борьбу в 1527, 1536 и 1542 годах, но вынужден был по договорам в Камбрэ (1529), Ницце (1538) и Крепи (1544) отказаться от Италии, но получил обратно Бургундию. Покровительствовал искусствам, приглашал во Францию талантливых мастеров, в их числе был Леонардо да Винчи.

## До вступления на престол
Франциску не было и двух лет, когда умер его отец. Зависть Анны Бретонской, жены Карла VIII, заставила энергичную, образованную Луизу Ангулемскую поселиться с Франциском и его сестрой, знаменитой Маргаритой, в Коньяке, в собственном замке. В 1498 году Луиза была призвана ко двору, но скоро удалилась в королевский замок Амбуаз, где и воспитывала обоих детей.
В 1504 году Франциск впервые появился при королевском дворе, а в 1506 году обручён с семилетней дочерью короля Людовика XII, Клод Французской, наследницей, по матери, герцогства Бретонского.
Уединённая жизнь Франциска в Амбуазе оказала вредное влияние на его развитие: мать боготворила его, он не знал никаких стеснений, привык жить весело и беззаботно. Занятиями его в молодости были охота и верховая езда в окружении товарищей (Монморанси, Бонниве), среди которых он встречал лишь фанатичную преданность.
В 1508 году Франциск переселился в Париж, в 1514 году женился на Клод, а 1 января 1515 года, после смерти Людовика XII, стал королём Франции.

## Завоевание Милана
Возобновив договоры, заключённые Людовиком XII с королем Англии Генрихом VIII, Франциск I также заключил союз с эрцгерцогом Карлом, владетелем Нидерландов, условился с династией Альбре отнять Наварру у королевства Кастильского, а с Венецией — завоевать герцогство Миланское. Франциск I совершил неслыханный переход в Италию через Аржантьерский перевал: артиллерийские орудия были перенесены на руках; взрывались скалы, прокладывалась дорога среди утёсов и пропастей.
Франциск I быстро завладел герцогством Савойским и был признан сюзереном Генуэзской республики. У него было 3 тысяч кавалерии, 20 тысяч пехоты и 72 тяжёлых орудия. Перейдя через По, Франциск I занял позицию при Мариньяно. 14 сентября произошла битва при Мариньяно — «битва исполинов», которая принесла Франциску I блестящую победу. Миланское герцогство было покорено. Франциск I назначил его правителем коннетабля Франции Бурбона и заключил со швейцарцами «вечный мир» (29 ноября 1516 года), на основании которого французский король имел право набирать к себе на службу швейцарских наёмников, уплачивая кантонам 700 тысяч талеров. Этот поход сделал Франциска I героем; его называли «Цезарем, победителем швейцарцев». С этого же времени во Франции расцветает Возрождение, принесённое Франциском I из Италии.

## Договоры с европейскими монархами
Папа Лев X решил помириться с Францией и в декабре 1515 года прибыл в Болонью на свидание с Франциском. Не посоветовавшись с духовенством, интересы которого нарушались, Лев X и Франциск I заключили Болонский Конкордат, отменивший Прагматическую санкцию Карла VII. С австрийским эрцгерцогом Карлом Франциск I заключил Нойонский договор, по которому Карл обязывался жениться на французской принцессе Луизе, дочери Франциска I (ей в то время был всего один год), в приданое которой предоставлялась часть Неаполитанского королевства.
После смерти германского императора Максимилиана кандидатами на императорскую корону явились Карл Австрийский (избранный впоследствии под именем Карла V), Генрих VIII и Франциск I. Последний с 1517 года стал усиленно заводить сношения с немецкими курфюрстами, объявив, что издержит на своё избрание 3 миллиона флоринов; Лев X поддерживал его. Перед выборами Франциск I написал льстивое письмо Карлу, а после его избрания решил сблизиться с английским королём Генрихом VIII.
В июне 1520 года произошло свидание Франциска I и Генриха VIII близ Кале. Место свидания, вследствие блеска и великолепия, которое придал ему Франциск I, было названо «Поле золотой парчи». Генрих VIII, однако, вскоре вступил в соглашение с Карлом, Лев X тоже перешёл на сторону последнего; по договору 8 мая 1521 года Карл должен был напасть на французов в Пиренеях и на Рейне. Так начались знаменитые войны, положившие начало соперничеству между Габсбургами (Испания и Германия) и династиями Валуа и Бурбонов (Франция). При Франциске I было 4 войны.

## Войны с Габсбургами

### Первая война (1521—1526)
Карл V желал вернуть завоёванный Франциском I Милан и отнятую ещё Людовиком XI Бургундию, но уступал Франциску спорное королевство Наварру. Война велась одновременно во Фландрии, в Шампани, в Наварре, на море, в Италии. Первым открыл военные действия Франциск I. Сначала успех был на его стороне: Роберт III де Ла Марк занял Люксембург, Франциск I вступил во Фландрию; но 27 апреля 1522 года французы были разбиты при Бикокке, после чего Генрих VIII открыто стал на сторону Карла V, и они оба напали на Пикардию и Гиень.
В то же время Франциску I изменил его вассал, коннетабль Бурбон. Казна Франциска I была истощена; между тем ему пришлось отражать три нашествия — 12 тысяч ландскнехтов собирались вторгнуться в Бургундию, англичане вступили в Пикардию, испанцы грозили со стороны Наварры. Бонниве, вступивший в Италию, был разбит Бурбоном при Биаграссо; Бурбон овладел Провансом, но Марсель оказал геройское сопротивление, и императорские войска были разбиты.
Франциск I вступил в Ломбардию и осадил Павию; 24 февраля 1525 года произошло несчастное для французов сражение при Павии. Франциск I два раза был ранен, взят в плен и отвезён сначала в замок Пиццигеттоне, затем в Мадрид. Переговоры о выкупе короля тянулись долго; только 14 января 1526 года Франциск I подписал Мадридский договор, по которому уступал Бургундию, Артуа, Фландрию, Неаполь, обязался выплачивать Англии ежегодно по 100 тысяч талеров и жениться на Элеоноре, сестре императора. Брак этот состоялся в 1530 году (первая жена Франциска I умерла в 1524 году). Также согласно Мадридскому договору вместо отца при дворе короля Карла V Испанского в качестве заложников должны были находиться два его старших сына. Франциск и его брат Генрих пробыли в Испании с 1526 года по 1530 год.

### Вторая война (1526—1530)
Мир, заключённый в Мадриде, не продержался и полугода. Освободившись от плена, Франциск I отказался выполнить договор, ссылаясь на отказ Бургундских штатов отделиться от Франции. Карл потребовал, чтобы французский король вернулся в таком случае в тюрьму, а Франциск I в ответ провозгласил священную лигу (8 июля 1526 года) для освобождения Италии. К этой лиге присоединились Англия, Генуя, папа Климент VII. Французская армия, под начальством Лотрека, взяла Алессандрию и Павию, осадила Неаполь. Успеху похода помешало внезапное удаление Андреа Дориа с генуэзским флотом (июль 1528 года). Лотрек умер от чумы; остатки его армии были разбиты близ Ландриано (июнь 1529 года).
5 августа 1529 года был заключён «дамский мир» в Камбре, благодаря переговорам между Маргаритой Бургундской, тёткой Карла V, и Луизой Савойской, матерью Франциска I. По этому миру Франциск I сохранил Бургундию, но лишился сюзеренных прав над Фландрией, Артуа, Лиллем и Дуэ, отказался от притязаний на Неаполь, Милан, Асти и уплатил 2 миллиона золотых экю. Франциск I не оставлял, однако, мысли о приобретении Миланского герцогства.
Этому способствовал новый союзник Франциска I, турецкий султан Сулейман Великолепный. Уже в 1528 году между ними был подписан тайный договор; Сулейман обещал занять Венгрию. В феврале 1535 года с Турцией заключён был сначала торговый договор, а потом союзный — наступательный и оборонительный. Союз этот ввёл новый элемент в международную политику XVI века и послужил началом развития благосостояния французских портовых городов по берегам Средиземного моря. Франция получила свободу плавания по морям и рекам во всех оттоманских владениях; другие нации могли посылать туда корабли и вести торговлю не иначе, как под французским флагом.

### Третья война (1535—1538)
Пятилетний мир восстановил благосостояние Франции и дал королю возможность организовать военные силы, главным образом отряды конницы. В октябре 1533 года Франциск I виделся с папой Климентом VII и согласился женить второго своего сына, герцога Орлеанского (будущего короля Генриха II), на племяннице папы, Екатерине Медичи. В начале 1536 года 30-тысячная французская армия заняла Савойю и Пьемонт; турецкий флот угрожал Неаполю. Карл V отправил Франциску I торжественный вызов на поединок, но вызов остался без ответа. Франциск I стал укреплять города Пьемонта, но, раздробив силы своей армии, вверил начальство неспособному Салуццо, который затем изменил ему.
Карл V вступил в Прованс, но, после неудачной попытки взять Марсель, 23 сентября перешёл обратно через Вар, а Франциск I перенёс военные операции на границу Нидерландов. Карлу V пришлось искать сближения с французами, так как ему грозила серьёзная опасность со стороны мусульманского мира. Благодаря посредничеству папы Павла III, было заключено перемирие на 10 лет в Ницце (18 июня 1538 года), по которому восстановлены условия мира в Камбре. Было условлено, что третий сын Франциска I женится на дочери или племяннице Карла V и получит за нею герцогство Миланское, а сын Карла V, Филипп, женится на одной из дочерей Франциска I. Однако, Карл V отдал Миланское герцогство своему сыну Филиппу (в 1540 году) и отказался выполнить условия перемирия.

### Четвёртая война (1541—1544)
Четвёртая война была вызвана убийством двух агентов Франциска, в то время как они проезжали через Миланское герцогство. Франциск собрал пять армий и предпринял завоевание Люксембурга и Руссильона; в 1543 году был покорён Артуа; турки опустошили Венгрию, а алжирский пират и турецкий адмирал Хайр-ад-Дин Барбаросса овладел Ниццей. Северные границы Франции были окружены английскими и германскими войсками. Со своей стороны, Карл V и Генрих VIII уговорились одновременно двинуться на Париж.
В апреле 1544 года граф Энгиенский одержал блестящую победу при Черезоле, но это не помешало Генриху VIII осадить Булонь и Монтрель, а Карлу V — овладеть Эперне и Шато-Тьерри. Вследствие несогласия между Генрихом и Карлом, последний заключил с Франциском в Крепи мирный договор (18 сентября 1544 года), по которому уступал Миланское герцогство или Нидерланды сыну Франциска, с тем, чтобы он женился на одной из дочерей или племянниц императора. С Генрихом VIII Франциск заключил договор в Ардре (29 января 1546 года), по которому Генрих обязался через 8 лет возвратить Булонь. Таким образом, обе стороны возвращали свои завоевания. Вскоре Франциск скончался (31 марта 1547 года). Похоронен в аббатстве Сен-Дени.

## Внутренняя политика

### Становление абсолютизма
Царствование Франциска I характеризуется усилением абсолютизма. Притязания свои он выводил уже не из традиций средневекового права, а из римских, благодаря изучению легистами римского права. Изречение римского права: quod principi placuit legis habet vigorem (что угодно принцепсу, имеет силу закона) было переведено на французский язык: «si veut le roi, si veut la loi» (чего требует король — требует закон). При издании законов Франциск I руководствовался исключительно своим усмотрением, пользуясь формулой: «car tel est notre plaisir» (ибо нам так угодно). Прежние вассалы превратились в подданных; членов совета Франциск I назначал по своему произволу. Он подготовил централизацию во Франции, создав новый орган управления — губернаторов, представителей короля, облечённых обширной властью. Франциск I удержал за собой право смены губернаторов: в 1542 году он уволил всех губернаторов Франции.
Сосредоточив всю законодательную власть в своих руках, Франциск I созвал всего один раз Генеральные штаты. Парламент при нём не играл политической роли; эдикт 1527 года запретил ему «вмешиваться в какие бы то ни было дела, кроме правосудия». Когда явились к Франциску I уполномоченные от парламента протестовать против болонского конкордата, он отказался выслушать протест, объявляя, что королю все обязаны повиноваться. Со времени Франциска I члены парламента покупали свои места, что очень вредно сказалось на судопроизводстве. Предоставив аристократии управление провинциями, городами, крепостями и превращая её постепенно из независимого феодального дворянства в придворную знать, Франциск I избирал финансовых деятелей, статс-секретарей и канцлера из среднего сословия. Выборные городские чиновники были заменены назначенными; муниципальные должностные лица были лишены своих судебных прав.

### Развитие экономики
Со времени Франциска I начинается неудержимое возрастание налогов, вследствие войн и роскоши двора. Королевская талья к концу царствования Франциска I дошла с 9 до 16 млн. В 1522 году канцлер Дюпра создал первые 6,5%-е государственные ренты; в 1539 году была учреждена лотерея. В 1534 году Франциск I учредил девять военных наместничеств, национальные легионы и освободил от податей всех, записавшихся в военную службу. При Франциске I увеличился флот (галеры в Марселе), расширилось мореплавание. Благодаря сношениям с Италией развилась промышленность во Франции. Франциск I даровал некоторые льготы иностранным фабрикантам (1536 год), завёл фабрики шёлковых изделий, а в Фонтенбло — мануфактуру для тканья ковров. Французские пушки с 1535 года считались лучше итальянских. Царствование Франциска I было периодом процветания торговли и земледелия, временем экономического возрождения.

## Франциск иРенессансво Франции
С именем Франциска I тесно связано французское Возрождение (см. Ренессансный гуманизм). Уединённый образ жизни французского двора сменяется при Франциске I блестящим и шумным весельем. При королевском дворе, где большую роль стали играть дамы, сосредоточилась вся общественная жизнь.
Экспедиции в Италию познакомили Франциска I с роскошью дворов итальянских меценатов; он увлёкся культурой Возрождения, главным образом его эстетической стороной, окружал себя учёными и поэтами, любил беседовать с ними. Он пригласил во Францию Леонардо да Винчи, поселив его в 1516 году в своём замке Кло-Люсе, а также живописца Андреа дель Сарто; Рафаэль написал для него несколько картин («Архистратиг Михаил»).
У него в Фонтенбло была прекрасная библиотека, открытая для читателей. В 1517 году Франциск I решил основать высшую школу древних языков и хотел поставить во главе её Эразма Роттердамского, но Эразм отказался. В 1530 году, по совету своего библиотекаря Гийома Бюде он учредил королевский Коллегиум трёх языков, где преподавали греческий язык, латынь и иврит — предметы, отсутствовавшие в парижском университете Сорбонны, позже он был преобразован в Коллеж де Франс, его существование нанесло сильный удар схоластической Сорбонне.
Франциск I основал и королевскую типографию, в которой работал гуманист Роберт Этьенн. Придворным ювелиром короля был гравёр Жан Дюве, он выступал в качестве постановщика и декоратора королевских торжеств.
Особенно увлекался Франциск I архитектурой и скульптурой. Венцом национального направления в архитектуре явился замок Шамбор, итальянского — Фонтенбло, над которым работало несколько знаменитых итальянских художников, в том числе Бенвенуто Челлини. При дворе Франциска I жил поэт Клеман Маро, сопровождавший Франциска в Италию и попавший в плен при Павии. В 1532 году появился роман Рабле «Гаргантюа и Пантагрюэль».

## Религиозная политика
Увлекаясь внешней стороной гуманистического движения, Франциск I, однако, не был гуманистом. Поверхностное отношение к гуманистическим идеалам, эгоизм и бесхарактерность Франциска I отразились в его религиозной политике. Сначала реформация не пугала его, так как в реформаторах он видел учёных, гуманистов; он поддерживал Лефевра д’Этапля и его кружок, провозгласивший принципы реформации. Когда Сорбонна усмотрела ересь в учении Лефевра, Франциск I запретил преследовать его (1521) и защищал проповедников новой религии от нападок монахов (1523). После битвы при Павии Франциск I, занятый военными планами, сначала безразлично отнёсся к начавшейся реакции, а потом подчинился Сорбонне и требованиям религиозных орденов. Реформаторы в Mo были разогнаны; Лефевр спасся бегством в Страсбург. С октября 1525 года начались казни еретиков. В первое время по возвращении из плена Франциск I сдерживал фанатизм парламента; так, в 1526 году он силой освободил Беркена из тюрьмы, куда отправил его парламент. После казни Беркена Франциск I учредил должность «королевских чтецов», для борьбы с Сорбонной.
В 1530—1534 годах Франциск I больше поддался реакции, так как нуждался в содействии Сорбонны; но когда последняя наложила запрещение на одно сочинение Маргариты Ангулемской, Франциск I арестовал фанатика Беду и вступился за реформаторов. В провинциях, однако, жгли еретиков. В 1534 году Франциск I пригласил во Францию Буцера и Меланхтона, которому поручил составить записку о введении реформации во Франции; но бесхарактерность и легкомыслие Франциска I не давали никакой уверенности протестантам. 18 октября 1534 года в Париже и других городах появились пасквили на сущность католического вероучения. Король приказал искать виновных: тюрьмы переполнились, ежедневно совершались казни в течение трёх месяцев. Сам Франциск I принимал участие в триумфальной процессии вокруг костров.
После дела о листовках Франциск I издал эдикт об истреблении еретиков; другим эдиктом воспрещалось книгопечатание во Франции. Через несколько месяцев Франциск I обнародовал подписанный в Куси (16 июля 1535 год) эдикт об амнистии. После 1538 года Франциск I окончательно перешёл на сторону католическо-испанской партии; кусийский эдикт был отменён, парламентам предложено было принимать решительные меры для подавления ереси. 1 июня 1540 года издан в Фонтенбло эдикт о беспощадном истреблении еретиков, а 23 июня Франциск I назначил монаха Матье Ори инквизитором для всей Франции. Против вальденсов воздвигнуты были ужасные гонения. В последние годы своей жизни Франциск I подписывал все жестокие меры, предлагавшиеся Сорбонной. В 1546 году был сожжён знаменитый гуманист Этьен Доле, когда-то пользовавшийся покровительством короля, и казнена целая группа протестантов; 7 октября в Париже было поставлено 14 костров.

## Характеристика
Красавец, высокого роста «король-рыцарь», как он сам называл себя, Франциск отличался безрассудной храбростью, вкрадчивым красноречием, честолюбием, рыцарской любезностью, пылкой фантазией, легкомыслием и задором.
Прославился тем, что вызывал на поединок императора Карла V. Царствование Франциска было временем соперничества Франции с австрийским домом; оно наполнено блестящими войнами и замечательно, вместе с тем, как эпоха французского Возрождения.
Все помыслы Франциска были обращены на приобретение Неаполя, Милана и императорской короны Священной Римской империи.

## Браки и дети
Первая жена с 18 мая 1514 года — Клод Французская (13 октября 1499 — 20 июля 1524), старшая дочь Людовика XII и Анны Бретонской. Она родила ему семерых детей:
- Луиза (1515—1518) невеста Карла V;
- Шарлотта (1516—1524) невеста Карла V после смерти своей старшей сестры Луизы;
- Франциск (1518—1536), дофин Франции, герцог Бретонский;
- Генрих II (1519—1559), король Франции;
- Мадлен (1520—1537), вышла замуж за короля Шотландии Якова V;
- Карл (1522—1545), герцог Орлеанский;
- Маргарита (1523—1574), вышла замуж за герцога Савойского Эммануила Филиберта.

- Луиза
- Шарлотта
- Франсуа
- Анри
- Мадлен
- Шарль
- Маргарита

Будучи вдовцом, 7 августа 1530 года женился на Элеоноре Австрийской (15 ноября 1498 — 18 февраля 1558), старшей дочери Филиппа I Красивого, герцога Бургундского, и королевы Кастилии Хуаны I Безумной, вдове короля Мануэла I Португальского (1469—1521). В этом браке детей не было.

## Образ в искусстве

### В литературе
- Пленение Франциска I в битве при Павии, последующие переговоры о его выкупе и заключение Мадридского договора стали исторической основой пьесы Эжена Скриба и Эрнеста Легуве «Сказки королевы Наваррской» (в России известна под названием «Тайны мадридского двора»).
- Этот же сюжет раскрывается в книге «Графиня Шатобриан» Генриха Лаубе.
- Франциск I — один из действующих персонажей романа А. Дюма «Асканио» и написанной на его основе пьесы «Бенвенуто Челлини».
- Франциск I и его шут Трибуле — главные герои драмы Виктора Гюго «Король забавляется».
- Франциск I является одним из главных действующих лиц в романе Симоны Вилар «Королева в придачу», рассказывающем о судьбе жены Людовика XII Марии Тюдор.
- Франциск стал персонажем романа Хилари Мантел «Вулфхолл».

### В кино
Появляется в некоторых исторических фильмах и сериалах, например:
- 1937 — комедия «Франциск I» («François Ier»), режиссёр Кристиан-Жак. В роли Франциска — Эме Симон-Жирар.
- 1941 — экранизация одноимённого романа В. Гюго «Король забавляется». В роли Франциска — Мишель Симон.
- 1956 — художественный фильм «Диана» (Diane) — режиссёр Дэвид Миллер (США). В роли Франциска — Педро Армендарис.
- 1971 — телефильм «Жизнь Леонардо да Винчи» (Италия, Испания). В роли Франциска — Риад Голми.
- 1990 — трёхсерийный художественный фильм «Преступная жизнь»[англ.] (посвящён жизни Бенвенуто Челлини). В роли Франциска — Бернар-Пьер Доннадьё.
- 2007—2008 — сериал «Тюдоры» (Ирландия). В роли Франциска — Эмманюэль Леконт.
- 2015—2016 — сериал «Карлос, король и император» (Испания). В роли Франциска — Альфонсо Бассаве.
- 2022 — «Император» (Нидерланды, Чехия, Бельгия) режиссёра Ли Тамахори; в роли Франциска — Грегори Фетусси.
- 2022 — «Королева змей» (США). В роли Франциска — Колм Мини.